# 郑淮舟
郑淮舟（1916年12月—2017年1月7日），安徽省怀远县考城乡（现属凤阳县），中华人民共和国政治人物。

## 生平
1938年12月，参加革命。1939年8月，加入中国共产党。1939年2月至1944年6月，历任泗县特区办事处主任、半城区区长、青阳区区长，泗五灵凤县办事处秘书、主任，县政府秘书、城工部长，新四军四师十一旅敌工部长、敌工站站长。1944年7月，历任洪泽县县长，宿怀县副县长、县长，夏邑县、凤台县委书记。1951年6月起，任安徽省阜阳专署副专员兼地委统战部长。1952年8月起，历任省政法委员会秘书长、省检察院副检察长、省委政法部副部长、省人民委员会秘书长。1964年1月起，历任宿县地委副书记兼专员，地区革委会副主任、第一副主任、主任，地委副书记；安徽大学党委书记、省委副秘书长；省政府副秘书长、秘书长。1983年3月起，任安徽省人大常委会副主任。1990年12月，离职。2017年1月7日，在合肥逝世，享年101岁。